# ماده‌شیر: گنجینه‌های پنهان
 «ماده‌شیر: گنجینه‌های پنهان» آلبومی از هنرمند اهل بریتانیا ایمی واینهاوس است که در ۲ دسامبر ۲۰۱۱ توسط ایسلند ریکودز منتشر شد. این آلبوم که پس از مرگ ایمی واینهاوس منتشر شده، سومین و آخرین آلبوم او بود.
آلبوم توسط دو تهیه کننده موسیقی معروف بریتانیایی به نام مارک رنسون و سلام رمی و با موافقت خانوده واینهاوس تهیه شده است.